# Victor-Thérèse Charpentier
Victor-Thérèse Charpentier d'Ennery, né le 24 mars 1732 à Paris, décédé le 13 décembre 1776 à Port-au-Prince (Saint-Domingue), comte du Saint-Empire, marquis d'Ennery, est un général et administrateur colonial français du XVIIIe siècle.

## Biographie
Victor Charpentier d'Ennery est le fils de Thomas Jacques Charpentier d'Ennery, capitaine de cavalerie, et Madeleine Angélique Rioult de Douilly.
Époux de Rose-Bénédicte d'Alesso, fille unique du marquis d'Éragny, il est le père de Pauline Louise Françoise de Paule d'Ennery, enfant unique, mariée, en 1784, à l'âge de 13 ans à Pierre-Marc-Gaston de Lévis, deuxième duc de Lévis. Elle est ainsi héritière, à cette date, de tous les biens de son père, en particulier le château d'Ennery (Val-d'Oise).
Officier, il participe à la guerre de Sept Ans et devient Maréchal des camps et armées du roi en 1762. Il est nommé Gouverneur de la Martinique en 1765 et en 1768 gouverneur des Îles du Vent (Antilles). En France de 1771 à 1774, il est nommé à Saint-Domingue en 1775 commandant général des îles françaises directeur général de l'infanterie, des troupes, fortifications, artilleries des Colonies d'Amérique. 
À Saint-Domingue, Charpentier d'Ennery, représentant du roi, s'entend bien avec l'intendant, Jean-Baptiste Guillemin de Vaivre, subordonné du ministre de la Marine. Cette bonne entente est un cas de figure assez exceptionnel, les deux hauts personnages étant le plus souvent en concurrence. 
Il meurt assassiné à Port-au-Prince le 13 décembre 1776. Les trois chefs lieux de Saint-Domingue se disputèrent la triste consolation de posséder sa dépouille. Ainsi trois monument furent élevés : Le premier renferme son corps, le deuxième son cœur et le troisième ses entrailles.
Robert, comte d'Argout, maréchal des camps, lui succède en 1777.

## Décorations et hommages
Il est grand'croix de l'Ordre royal et militaire de Saint-Louis.

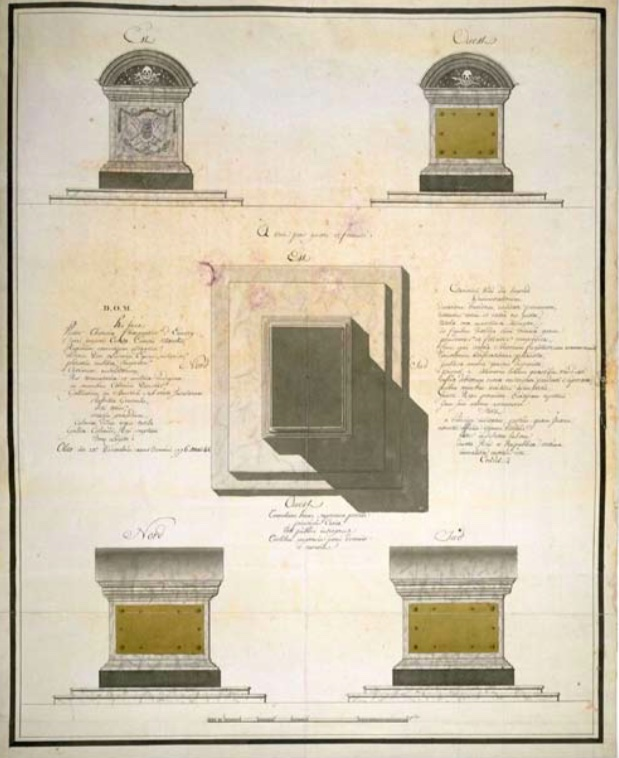
Dessin original du mausolée du comte d'Ennery à Port-au-Prince, réalisé par le sculpteur Dominique Fossati.

La commune d'Ennery en République d'Haïti porte son nom. Un mausolée lui fut érigé à Port-au-Prince ; la commande fut passée par Jean-Baptiste Vence, frère de l'amiral de Vence, au sculpteur Fossaty. Le monument de son cœur, sculpté par Jean-Antoine Houdon, se trouve au Musée du Louvre.